# Kaceřov (Karlovy Vary)
Kaceřov é uma comuna checa localizada na região de Karlovy Vary, distrito de Sokolov‎.